# Jack Canfield
Jack Canfield (* 19. August 1944 in Fort Worth, Texas) ist ein US-amerikanischer Autor und Motivationstrainer.

## Leben
Canfield ist hauptsächlich als Co-Autor der New York Times Buchbestseller-Serie Chicken Soup for the Soul („Hühnersuppe für die Seele“) bekannt geworden. Diese Buchserie ist in mehr als 47 Sprachen erschienen und wurde mehr als 100 Millionen Mal verkauft.
Canfields Buch The Success Principles (deutscher Titel Kompass für die Seele) erläutert 64 Prinzipien, um Menschen erfolgreicher zu machen (2005).
2006 wirkte er als einer der Lehrer in Rhonda Byrnes Film The Secret (deutsch Das Geheimnis) mit.
Im Jahr 2007 startete Canfield zusammen mit zwei anderen Lehrern aus dem Film The Secret, nämlich Bob Proctor und Michael Beckwith das Science of Getting Rich-Programm, basierend auf einem Buch von Wallace D. Wattles The Science of Getting Rich („Die Wissenschaft des Reichwerdens“). Dieses Buch war ebenfalls Vorlage für den Bestseller von Rhonda Byrne, in welchem vor allen Dingen the law of attraction („das Gesetz der Anziehung“) behandelt wird. Canfield, Proctor und Beckwith beschreiben im Programm, wie sich eine Anwendung dieses Gesetzes der Anziehung im Bereich von Geld umsetzen lässt.